# Gregorio Vardanega
Gregorio Vardanega est un artiste argentin d'origine italienne, né le 21 mars 1923 à Possagno, mort à Paris le 6 octobre 2007.
Vardanega et Martha Boto, sa compagne, créent le terme chromocinétisme pour décrire leur recherche artistique.

## Biographie
Gregorio Vardanega (21 mars 1923-7 octobre 2007) est originaire de Possagno, en Vénétie. Sa famille émigre en Argentine en 1926 et s’installe à Buenos Aires. Il est très tôt initié à la gravure et au dessin dans l’atelier d’un de ses frères. De 1939 à 1946, il fréquente l'École des Beaux-Arts de la capitale où il fait la connaissance de Tomas Maldonado. Par son intermédiaire, Vardanega découvre les avant-gardes européennes et est amené à évoluer dans le milieu des partisans de l’art concret, qui révolutionne alors l’art argentin. Toujours sous l’influence de Maldonado, il adhère à l’Asociacion Arte Concreto-Invencion à partir de 1946 et participe aux manifestations et aux réunions de discussion qui se déroulent régulièrement chez ce dernier. En 1947, il participe avec Juan Del Prete, Maldonado, Juan Melé et Lidy Prati, entre autres, à la première exposition « Arte Nuevo » organisée par Arden Quin.
L’artiste manifeste durant cette période ses premières inquiétudes relatives à l’espace concret et élabore ses premières œuvres en trois dimensions. Les plus originales consistent en des demi-sphères ornées d’un réseau de fils tendus, et des « peintures dans l’espace » conçues par la juxtaposition de plusieurs plaques de plexiglas. En septembre 1948, dans le cadre d’un voyage d’études, il se rend à Paris avec Melé et en même temps qu’Arden Quin. Durant son séjour il rend visite à de nombreux artistes à travers l’Europe : Vantongerloo, Pevsner, Max Bill, Brancusi, Bruno Munari, Sonia Delaunay, Picabia. À Paris il fait la connaissance de Michel Seuphor qu’il côtoie avec Melé et Arden Quin. En 1948 le catalogue du Salon des Réalités Nouvelles, reproduit une de ses œuvres. En 1949 il expose au « Salon d’Amérique latine » et en 1950 à la galerie Collette Allendy avec « Les Madistes ». De retour à Buenos Aires il s’investit dans la promotion de l’abstraction géométrique et à de nombreuses manifestations.
En 1954 il participe à l’exposition « Arte Nuevo », de nouveau à l’initiative d’Arden Quin. Puis, tandis que ce dernier se retire, Vardanega joue un rôle important dans la pérennité du salon en tant qu’association d’artistes. Des catalogues d’exposition et plusieurs bulletins sont publiés entre 1954 et 1958. En 1956, il contribue, avec Martha Boto, à la création du groupe A.N.F.A. (Artistes Non Figuratifs Argentins). En octobre 1957 il présente sa première œuvre cinétique régie par un moteur dans l’espace de l’association Estimulo de Bellas Artes. Cette même année il figure dans la IVe Biennale de São Paulo. En 1958 l’artiste remporte la médaille d’or à l’Exposition internationale de Bruxelles avec une œuvre basée sur la matérialisation des proportions du nombre d’or.
En 1959, Gregorio Vardanega s'établit à Paris. Il intègre rapidement le milieu de la galerie Denise René et participe à plusieurs expositions de groupe. Son intérêt pour l’électricité s’affirme et il réalise très tôt des œuvres majeures telles que Couleurs sonores III, 1963/66. Parallèlement l’artiste continue à évoluer dans un milieu engagé dans la promotion de l’art latino-américain et participe à de nombreuses rencontres allant dans ce sens. À Paris, sa première exposition personnelle a lieu en 1964, dont le succès lui assure une place importante dans le milieu de l’art cinétique. Il participe aux plus grandes expositions de ce courant, en France et à l’étranger. À partir de 1965, ses œuvres, aux variations lumineuses programmées, attestent plus que jamais de son amour pour la couleur et les jeux lumineux. En 1969 la galerie Denise René lui consacre sa plus grande exposition personnelle.
À partir du milieu des années 1970, il s’adonne essentiellement à une peinture géométrique et épurée. Il réalise aussi de nombreuses sculptures aux formes abstraites, destinées essentiellement aux espaces publics. Des tableaux avec des reliefs aux couleurs vives et aux dispositions étudiées sont ses dernières créations.

## Expositions collectives
- 1961 Réalités Nouvelles
- Structures, Galerie René Denise Paris
- 1962 Trente Argentins de la Nouvelle Génération, Galerie Creuze
- Art d’Amérique Latine, Musée d’Art Moderne
- 1963 Esquisse d’un Salon, Galerie René Denise Paris
- Nouvelles Tendances, Zagreb and Venice
- 1964 Art Argentin Actuel, Musée d’Art Moderne de la Ville de Paris
- Kinetik II, Dusseldorf
- 1965 Lumière, mouvement et optique, Bruxelles
- 1966 Structure et mouvement, Galerie René Denise Paris
- Instituto Di Tella, Buenos Aires
- 1967 : Biennale de Paris
- 1990 : Latin American Artists of the Twentieth Century, Museum of Modern Art, New York
- 1993 : Abstract art from the Río de la Plata, Buenos Aires and Montevideo 1933/53
- 2005 : L'œil moteur, art optique et cinétique de 1960 à 1975, Musée d'art moderne de Strasbourg
- 2012 : Mouvement et lumières, Fondation Villa Datris[2]